# Matías Palacios
Matías Damián Palacios (* 10. Mai 2002 in General Pico) ist ein argentinischer Fußballspieler, der seit 2023 beim al Ain Club in den Vereinigten Arabischen Emiraten unter Vertrag steht. Der offensive Mittelfeldspieler ist seit Juli 2018 argentinischer U20-Nationalspieler.
Er gilt als eines der größten Nachwuchstalente Argentiniens.

## Karriere

### Verein
Der in General Pico geborene Matías Palacios entstammt der Nachwuchsabteilung des CA San Lorenzo de Almagro. Dort unterzeichnete er im Februar 2018 seinen ersten professionellen Vertrag und spielte mit 16 Jahren bereits in der Reservemannschaft. Am 22. September 2018 (6. Spieltag) debütierte er beim 3:2-Heimsieg gegen den CA Patronato in der höchsten argentinischen Spielklasse, als er in der 61. Spielminute für Bautista Merlini eingewechselt wurde. Mit 16 Jahren, vier Monaten und elf Tagen wurde er damit zum jüngsten Spieler in der Vereinsgeschichte von San Lorenzo, der in der Primera División auflief. Am 29. April 2019 unterzeichnete er einen neuen Dreijahresvertrag bei den Ciclón, welcher seine Ausstiegsklausel auf 20 Millionen US-Dollar festsetzte. Seinen bisher zweiten Einsatz bestritt er am 23. Mai 2019 bei der 0:2-Pokalniederlage gegen Estudiantes de San Luis. In der Saison 2019/20 kam er in keinem einzigen Pflichtspiel der ersten Mannschaft zum Einsatz. Erst zum Ende des Jahres 2020 wurde er wieder sporadisch berücksichtigt.
Am 15. Februar 2021 wechselte Palacios zum FC Basel, der sich 50 % der Transferrechte an ihm sicherte. Beim Schweizer Erstligisten unterzeichnete er einen Vertrag bis Sommer 2025. Sein Debüt gab er am 27. Februar 2021 (22. Spieltag) bei der 1:3-Auswärtsniederlage gegen den FC St. Gallen, als er in der 70. Spielminute für Edon Zhegrova eingewechselt wurde.

### Nationalmannschaft
Im März und April 2018 bestritt Matías Palacios jeweils ein Testspiel für die argentinische U16-Nationalmannschaft.
Im März 2019 nahm er unter Cheftrainer Pablo Aimar an der U17-Südamerikameisterschaft 2019 in Peru teil. In der Gruppenphase erzielte er in vier Spielen zwei Tore und erreichte mit Argentinien die Finalrunde. Dort gelangen der Albiceleste in fünf Spielen drei Siege und sie gewann das Turnier, womit sie sich für die U17-Weltmeisterschaft 2019 in Brasilien qualifizierte. Palacios kam in allen neun Spielen des Turniers zum Einsatz, in denen er drei Tore erzielte. Bei der Weltmeisterschaft im späten Jahr 2019 bestritt der offensive Mittelfeldspieler alle drei Gruppenspiele und zog mit der Mannschaft ins Achtelfinale ein. Dort scheiterte man mit 2:3 an Paraguay und Palacios flog in der 97. Spielminute mit gelb-rot vom Platz. Nach diesem Wettbewerb absolvierte er kein Spiel mehr für die U17. Insgesamt war er auf 17 Länderspiele gekommen, in denen ihm fünf Tore gelungen waren.
Bereits im Juli 2018 debütierte er bei einem 4:0-Testspielsieg gegen Venezuela 16-jährig für die U20.

## Erfolge
Argentinien U17
- U17-Südamerikameister: 2019